# 5 ذو الحجة
- السبت
- الأحد
- الاثنين
- الثلاثاء
- الأربعاء
- الخميس
- الجمعة

- 2624 مايو 2025
- 2725 مايو 2025
- 2826 مايو 2025
- 2927 مايو 2025
- 128 مايو 2025
- 229 مايو 2025
- 330 مايو 2025
- 431 مايو 2025
- 51 يونيو 2025
- 62 يونيو 2025
- 73 يونيو 2025
- 84 يونيو 2025
- 95 يونيو 2025
- 106 يونيو 2025
- 117 يونيو 2025
- 128 يونيو 2025
- 139 يونيو 2025
- 1410 يونيو 2025
- 1511 يونيو 2025
- 1612 يونيو 2025
- 1713 يونيو 2025
- 1814 يونيو 2025
- 1915 يونيو 2025
- 2016 يونيو 2025
- 2117 يونيو 2025
- 2218 يونيو 2025
- 2319 يونيو 2025
- 2420 يونيو 2025
- 2521 يونيو 2025
- 2622 يونيو 2025
- 2723 يونيو 2025
- 2824 يونيو 2025
- 2925 يونيو 2025
- 126 يونيو 2025
- 227 يونيو 2025

5 ذو الحجَّة أو 5 ذو الحجَّة الحرام أو يوم 5 \ 12 (اليوم الخامس من الشهر الثاني عشر) هو اليوم الثلاثون بعد الثلاثمائة (330) من أيَّام السنة (أو الحادي والثلاثون بعد الثلاثمائة لو كان شهر رمضان مُتممًا لليوم الثلاثين أو الثاني والثلاثون بعد الثلاثمائة لو أتم كلاً من صفر وربيع الآخر وجمادى الآخرة وشعبان ورمضان ثلاثين يوماً) وفق التقويم الهجري القمري (العربي). يبقى بعده 24 أو 25 يومًا لانتهاء السنة.

## أحداث
- 2 هـ - وقوع غزوة السويق بين المسلمين بقيادة الرسول محمد ومشركي قريش بقيادة أبو سفيان، وقد انسحب المشركون لما رأوا عدد المسلمين الكبير، وألقوا جُرُب أزوادهم ليتخففوا للهرب، وكان أكثر ما ألقوه من زادهم السويق، وهو ما يتخذ من الحنطة والشعير، فجعل المسلمون يأخذون ذلك؛ ولهذا سميت غزوة سويق.
- 10 هـ - وصول الرسول محمد إلى مكة ـ ومعه ألوف المسلمين محرمين ـ في حجة الوداع. وإنما سميت حجة الوداع؛ لأن النبي لم يحج بعدها، بل توفاه الله.
- 1101 هـ - العثمانيون يستولون على قلعة نيش من الألمان بعد حصار استمر 23 يوماً.
- 1313 هـ - الشيخ مبارك الصباح يتولى حكم الكويت بعد قيامه باغتيال أخويه الحاكم الشيخ محمد بن صباح الصباح والشيخ جراح بن صباح الصباح.
- 1350 هـ - نجاة رئيس المجلس النيابي السوري صبحي بركات من محاولة اغتيال في بيروت قام بها طالب سوري في الجامعة الأميركية.
- 1370 هـ - تتويج الملك طلال بن عبد الله على عرش الأردن ليكون خلفًا لوالده الملك عبد الله الأول بن حسين.
- 1389 هـ - مصادمات بين قوات الأمن الأردنية والمجموعات الفلسطينية في شوارع عمّان مما أدى إلى مقتل 300 شخص، وفي محاولته لمنع خروج دوامة العنف عن السيطرة قام الملك حسين بالإعلان قائلا: «نحن كلنا فدائيون»، كما أعفى وزير الداخلية من منصبه.
- 1408 هـ - اندلاع «معركة خواكورك» بين الجيش العراقي وقوات البشمركة الكردية التابعة للحزب الديمقراطي الكردستاني في المثلث الحدودي العراقي / التركي / الإيراني.
- 1409 هـ - كارلوس منعم يتولى رئاسة الأرجنتين.
- 1413 هـ - المحكمة العليا في باكستان تعيد نواز شريف للسلطة وتتهم رئيس باكستان بتجاوز سلطاته.
- 1426 هـ -
  - الشيخ محمد بن راشد آل مكتوم يتولى حكم إمارة دبي بعد وفاة أخيه الشيخ مكتوم بن راشد آل مكتوم.
  - نقل رئيس الوزراء الإسرائيلي أرئيل شارون إلى المستشفى نتيجة إصابته بجلطة دماغية أدت إلى غيابه عن الوعي، وعلى إثر ذلك تم نقل صلاحياته إلى نائبه إيهود أولمرت.
- 1431 هـ - مجلس النواب العراقي ينتخب النائب أسامة النجيفي رئيسًا له وذلك بعد ثمانية شهور من إجراء الانتخابات وما تلاها من خلافات بين الكتل السياسية، ثم انتخب الرئيس جلال طالباني رئيسًا لفترة رئاسية ثانية على الرغم من انسحاب أعضاء القائمة العراقية من الجلسة احتجاجًا على عدم إلغاء قانون اجتثاث البعث قبل التصويت على مرشح منصب رئيس الجمهورية، وقام الرئيس طالباني بعد انتخابه وأدائه اليمين القانوني بتكليف رئيس الوزراء المنتهية ولايته نوري المالكي بتشكيل الحكومة الجديدة.

## مواليد
- 1335 هـ - محمد الغزالي، عالم ومفكر إسلامي مصري مجدد.
- 1372 هـ - ملحم بركات، مطرب وملحن لبناني.
- 1381 هـ - طيف، ممثلة إيرانية تعمل في الكويت.
- 1386 هـ - حنان شوقي، ممثلة مصرية.
- 1391 هـ - محمد أبو عبيد، إعلامي فلسطيني.
- 1394 هـ - نيللي كريم، ممثلة مصرية.

## وفيات
- 380 هـ - يعقوب بن كلس، وزير الخليفة الفاطمي المعز لدين الله.
- 338 هـ - أبو جعفر النحاس، نحوي عربي نشأ بمصر.
- 1302 هـ - أشرف الدين الحسيني، صحفي وشاعر إيراني.
- 1302 هـ - إلياس صالح، كاتب، ومؤرخ، وأديب، وشاعر، ومترجم سوري.
- 1313 هـ -
  - محمد بن صباح الصباح، حاكم الكويت السادس.
  - جراح بن صباح الصباح، شريك الشيخ محمد بن صباح الصباح في حكم الكويت.
- 1361 هـ - محمد حسين الأصفهاني، عالم شيعي.
- 1385 هـ - محمد القصبجي، موسيقار مصري.
- 1418 هـ - مصطفى أمين، صحفي وكاتب مصري.
- 1422 هـ - طيبة الفرج، ممثلة كويتية.
- 1424 هـ - مبارك عبد الله الدبوس، نائب سابق في مجلس الأمة الكويتي.
- 1426 هـ - مكتوم بن راشد آل مكتوم، رئيس وزراء دولة الإمارات العربية المتحدة وحاكم إمارة دبي.
- 1432 هـ - أحمد الهوان، عميل مصري لجهاز المخابرات العامة المصرية.

## وصلات خارجية
- موقع قصة الإسلام: حدث في شهر ذو الحجَّة.